# Kltlasen
Kltlasen, (Kltlâ’sEn), ime za jednu od ranijih lokalnih grupa Songish Indijanaca koje Boas locira u području McNeill Baya na otoku Vancouver u kanadskoj provinciji Britanska Kolumbija. Njihovo ime kasnije se više ne spominje, pa su ili nestali ili asimilirani od drugih grupa. Uz isti zaljev njima u susjedstvu su živjele grupe Chikauach, Chkungen i Kukoak.
Spominje ih Boas u 6th Rep. N. W. Tribes Can., 17, 1890.